# Piero Quispe
Pour les articles homonymes, voir Quispe.
Piero Quispe, né le 14 août 2001 à Lima au Pérou, est un footballeur international péruvien qui évolue au poste de milieu offensif à l'Universitario de Deportes.

## Biographie

### En club
Né à Lima au Pérou, Piero Quispe grandit dans le district de San Martín de Porres au nord de Lima. Il commence à jouer au football avec le CD Hector Chumpitaz où il se démarque par ses dribbles et ses capacités de manieurs de ballons, qui lui permettent de se faire repérer par l'Universitario de Deportes, un club local de Lima, qu'il rejoint en 2017. Il joue son premier match en professionnel le 19 mars 2021, face à l'Academia Cantolao, en championnat. Il entre en jeu et son équipe s'incline par trois buts à un.
Le 19 juillet 2021, Quispe inscrit son premier but en professionnel lors d'une rencontre de championnat face à l'Alianza Atlético de Sullana. Titulaire ce jour-là, il permet à son équipe d'obtenir le point du match nul en inscrivant le but égalisateur en fin de match (2-2 score final).
Alors qu'il est considéré comme l'un des joueurs les plus prometteurs du pays et s'installant comme un joueur régulier de l'équipe première de l'Universitario, il prolonge son contrat le 3 avril 2022 jusqu'en décembre 2025.

### En sélection
Piero Quispe honore sa première sélection avec l'équipe nationale du Pérou le 20 novembre 2022 contre la Bolivie. Il est titularisé et son équipe s'impose par un but à zéro,.

## Statistiques

### En sélection nationale
| Saison                | Sélection             | Phases finales        | Phases finales | Phases finales | Phases finales | Éliminatoires CDM | Éliminatoires CDM | Éliminatoires CDM | Matchs amicaux | Matchs amicaux | Matchs amicaux | Total | Total | Total |
| Saison                | Sélection             | Compétition           | M              | B              | Pd             | M                 | B                 | Pd                | M              | B              | Pd             | M     | B     | Pd    |
| --------------------- | --------------------- | --------------------- | -------------- | -------------- | -------------- | ----------------- | ----------------- | ----------------- | -------------- | -------------- | -------------- | ----- | ----- | ----- |
| 2022-2023             | Pérou                 | -                     | -              | -              | -              | -                 | -                 | -                 | 1              | 0              | 0              | 1     | 0     | 0     |
| 2023-2024             | Pérou                 | Copa América 2024     | 2              | 0              | 0              | 2                 | 0                 | 0                 | 3              | 1              | 0              | 7     | 1     | 0     |
| 2024-2025             | Pérou                 | -                     | -              | -              | -              | 4                 | 0                 | 1                 | -              | -              | -              | 4     | 0     | 1     |
| Total sur la carrière | Total sur la carrière | Total sur la carrière | 2              | 0              | 0              | 6                 | 0                 | 1                 | 4              | 1              | 0              | 12    | 1     | 1     |

## Palmarès
Universitario de Deportes
- Championnat du Pérou (1) :
  - Champion : 2023.